# 鄢陵县第一高级中学
鄢陵县第一高级中学（简称鄢陵一高），是位于河南许昌鄢陵县的一所高级中学，是河南省示范性普通高中。位于鄢陵县城东南隅建设街56号，1918年于鄢陵黉学旧址上创建。

## 简介
学校老校区占地面积53亩，建筑面积3万平米；2004年在城西开发区开始建设的新校区近300亩，总建筑面积157830平米。现有55个教学班，在校生5500余人；教职工230人，其中本科学历占84%。